# Monza alberti
Monza alberti är en fjärilsart som beskrevs av Holland 1896. Monza alberti ingår i släktet Monza och familjen tjockhuvuden. Inga underarter finns listade i Catalogue of Life.